# Орнстейн, Аксель
Аксель Отто Орнстейн (швед. Axel Otto Ornstein; род. 24 апреля 1952) — шведский шахматист, международный мастер (1975).
Многократный чемпион Швеции (1972, 1973, 1975, 1977, 1984, 1987 и 1988).
В составе сборной Швеции участник 6-и Олимпиад (1972—1978, 1982—1984) и 7-го командного первенства Европы (1980).

## Изменения рейтинга
| Графики недоступны из-за технических проблем. См. информацию на Фабрикаторе и на mediawiki.org. |